# Missões diplomáticas das Ilhas Salomão

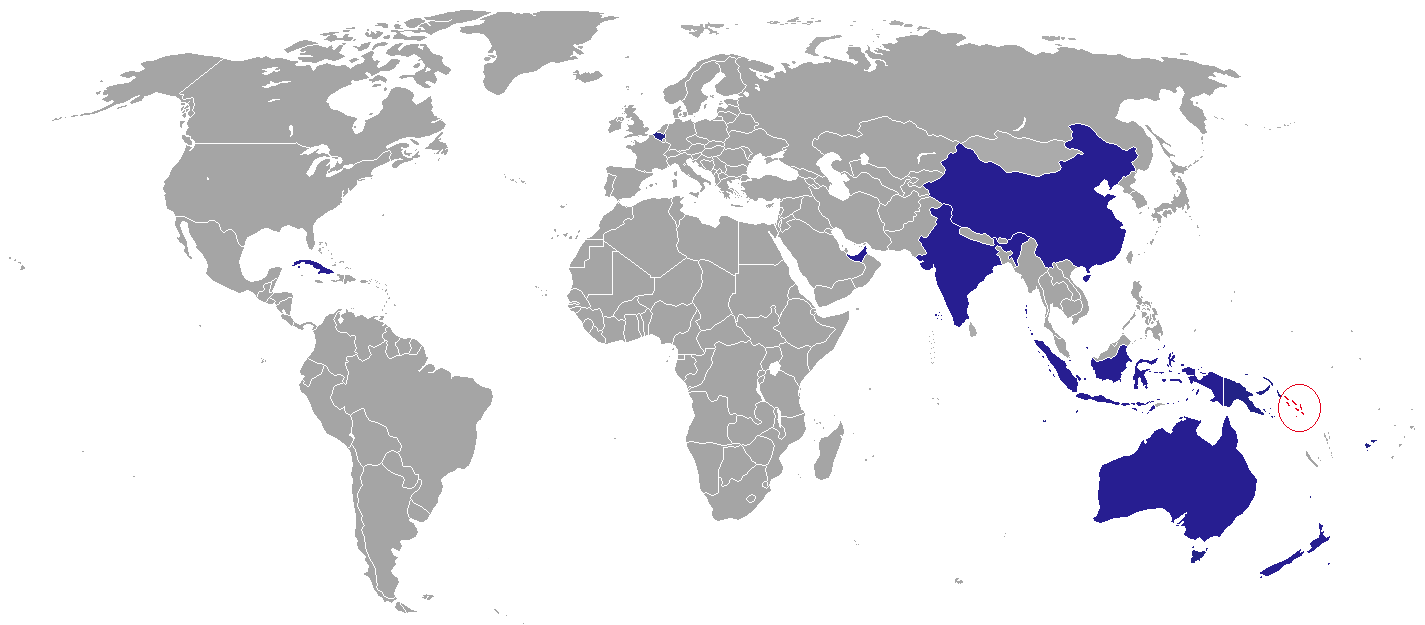
Missões diplomáticas das Ilhas Salomão

Abaixo estão listadas as embaixadas e consulados das Ilhas Salomão:

## América
- Cuba
  - Havana (Embaixada)

## Ásia
- Indonésia
  - Jacarta (Embaixada)
- Malásia
  - Kuala Lumpur (Alta comissão)
- China
  - China (Embaixada)[1]

## Europa
- Bélgica
  - Bruxelas (Embaixada)

## Oceania
- Austrália
  - Camberra (Alta comissão)
- Fiji
  - Suva (Alta comissão)
- Nova Zelândia
  - Wellington (Alta comissão)
- Papua-Nova Guiné
  - Port Moresby (Alta comissão)

## Organizações multilaterais
- Bruxelas (Missão ante a União Europeia)
- Nova Iorque (Missão permanente das Ilhas Salomão ante as Nações Unidas)